# František Josef Šlik
František Josef Václav hrabě Šlik z Holíče a Pasounu (německy Franz Josef Wenzel Graf Schlik zu Bassano und Weißkirchen; 19. června 1656 – 4. prosince 1740) byl český šlechtic z ostrovské linie starého rodu Šliků. Vlastnil statky ve východních Čechách a zastával vysoké úřady ve správě Českého království. Na Jičínsku inicioval vznik řady světských a sakrálních staveb a byl zakladatelem barokně koncipované krajiny známé dnes jako Mariánská zahrada.

## Životopis
Narodil se jako nejstarší syn hraběte Františka Arnošta Šlika (1623–1675) a Marie Markéty Ungnadové z Weissenwolffu († 1661), dcery významného dvořana a státníka hraběte Davida Ungnada z Weissenwolffu (1604–1672). Jako devatenáctiletý zdědil rodový fideikomis Veliš–Staré Hrady–Kopidlno, později se ale o část dědictví soudil se svým mladším bratrem Leopoldem. Spor s bratrem prohrál a musel mu postoupit část dědictví, ale později od něj na základě předkupního práva odkoupil zpět panství Veliš a opět jej začlenil do fideikomisu.
Svým prvním sňatkem se v roce 1684 spříznil s vlivnou rodinou Kinských a ještě téhož roku byl jmenován radou dvorské komory, později se stal zemským sudím a členem sboru místodržících Českého království. V letech 1692–1718 byl prezidentem české královské komory a v roce 1694 byl jmenován skutečným tajným radou. Z funkce prezidenta české komory odstoupil z vlastní vůle v roce 1715.

## Barokní mecenáš a stavebník

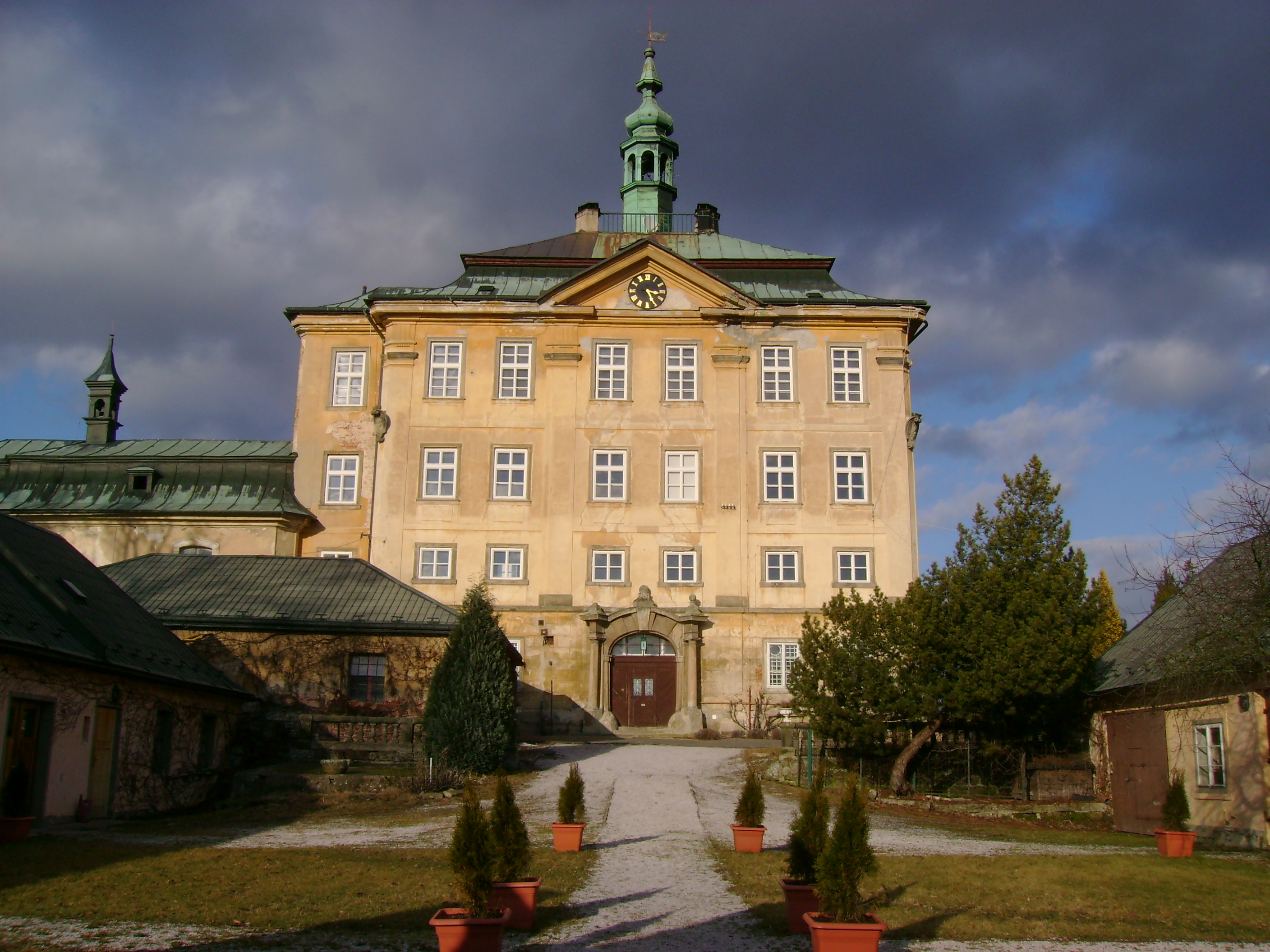
Zámek Jičíněves

Jako prezident komory inicioval František Josef přestavbu jízdárny Pražského hradu podle projektu významného barokního architekta Jana Baptisty Matheye. Mathey byl pak pozván na Šlikovo panství ve východních Čechách, kde realizoval stavbu sýpky ve Střevači a ve Vokšicích. Kolem roku 1700 byl ve Vokšicích postaven i zámek. Ze sakrálních památek na šlikovských statcích podle Matheyových projektů vyniká loretánská kaple na Hlásné Lhotě nebo kaple sv. Anny u Ostružna. Mathey sám nebo někdo z jeho okruhu byl také autorem plánů ke stavbě zámku v Jičíněvsi, který vznikl v letech 1715–1717.
Méně známým architektem ve službách Františka Josefa Šlika byl Filip Spannbrucker, který projektoval kostely v Kopidlně a ve Vršcích. Některým dalším menším církevním stavbám se připisuje autorství Jana Blažeje Santiniho. Prostor mezi Jičínem a Kopidlnem přetvořil František Josef Šlik do barokně komponované krajiny s řadou drobných sakrálních staveb, alejí a průhledů, celek je známý jako Mariánská zahrada. Obnovu kulturního dědictví mikroregionu postupně zajišťuje Svazek obcí Mariánská zahrada založený v roce 2004.

## Rodina
Poprvé se oženil 17. října 1684 s hraběnkou Sylvií Kateřinou Kinskou († 1713), dcerou Jana Oktaviána Kinského (1607–1679). Tímto sňatkem získal statek Velké Horky na Mladoboleslavsku, po smrti manželky se o tento majetek musel dělit s dalšími dědici z rodu Kinských. 1. září 1716 se jeho druhou manželkou stala Marie Anna Josefa Krakovská z Kolovrat (1691–1771), dcera hraběte Jana Františka Krakovského z Kolovrat (1649–1723). Obě manželství však zůstala bez potomstva, dědicem fideikomisu se stal synovec František Jindřich (1696–1766). Alodní část majetku (Vokšice, Jičíněves) zdědila manželka Marie Anna Josefa, která pak dalších třicet let pokračovala ve stavebních aktivitách na Jičínsku (kostel Slatiny).

## Poznámka
Dle BLKÖ (Biographisches Lexikon des Kaiserthums Oesterreich) jsou datum narození 19. ledna 1956 a datum úmrtí 30. listopadu 1740.